# Parco nazionale El Ávila

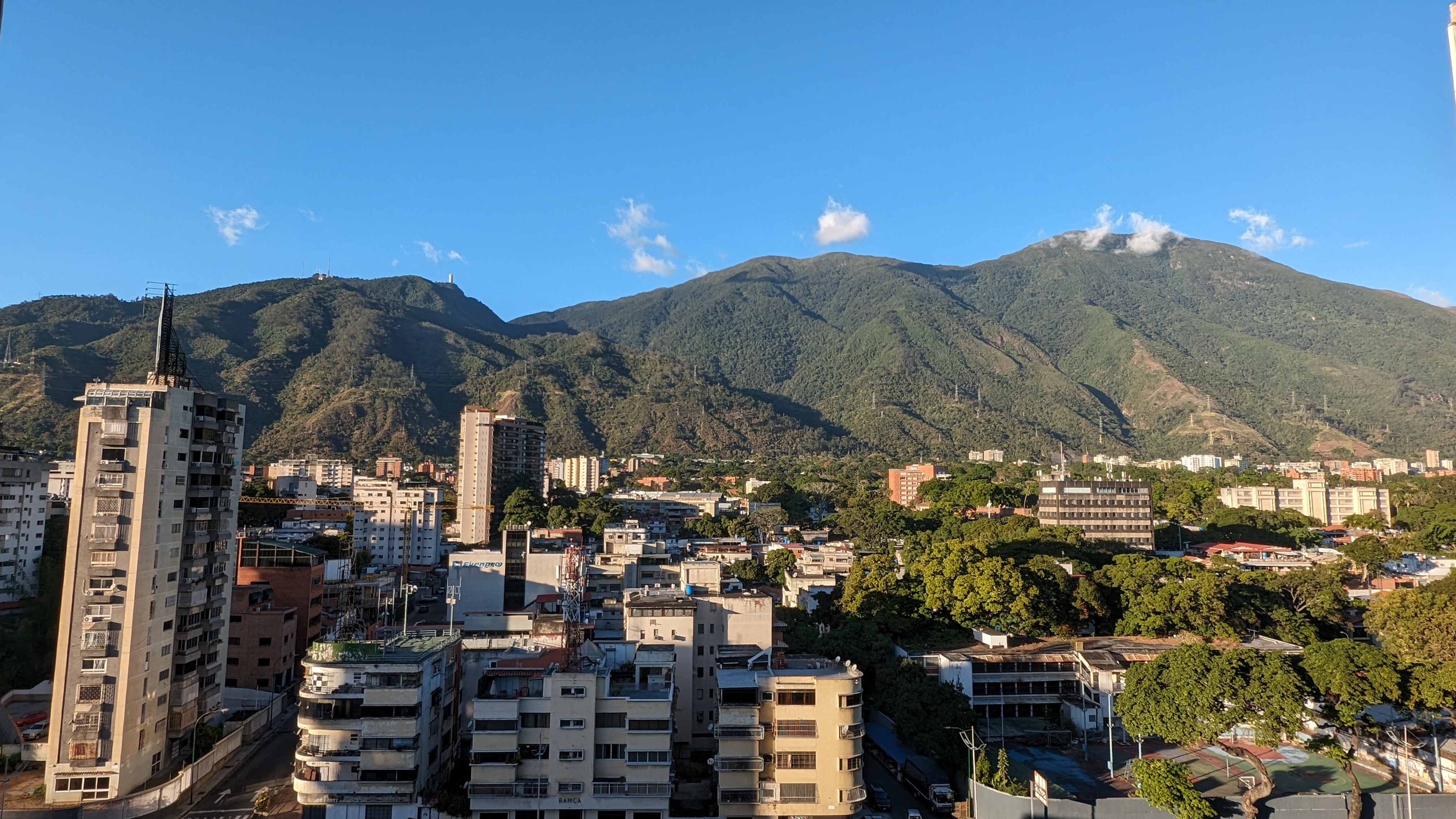

Il parco nazionale Waraira Repano, noto anche come parco nazionale El Ávila (in spagnolo Parque nacional Waraira Repano), è un parco nazionale del Venezuela.